# ひおあきら
ひお あきら（氷魚 章、1950年〈昭和25年〉6月7日 - ）は日本の漫画家、同人作家。本名は菅野 誠。東京都出身。

## 人物
高校時代に同人作家として、三鷹市内の中学の同級生の細井雄二、田村仁、近藤雅人と同人グループ「ミュータントプロ」を結成し、同人誌『墨汁三滴』を作成。のちに、河あきら、すがやみつるが参加した。
『宇宙戦艦ヤマト』などのアニメ作品の漫画版で知られる。竹宮惠子の『地球へ…』では、メカニックデザインやメカニック関係の作画担当として協力を行っている。

## 作品リスト
- 愛の戦士レインボーマン（原作：川内康範、テレビランド 1973年創刊号 - ）「菅野誠」名義
- マジンガーZ（原作：永井豪、テレビランド 1973年9月号 - 11月号）
- 鋼鉄ジーグ（原作：永井豪、安田達矢、別冊テレビランド 1975年12月号）
- 未来救助隊アスガード7（原作：石ノ森章太郎、3年の科学 1975年4月号-1976年3月号）
- 宇宙戦艦ヤマト シリーズ[注釈 1]
  - 宇宙戦艦ヤマト
  - さらば宇宙戦艦ヤマト 愛の戦士たち
  - 宇宙戦艦ヤマト 新たなる旅立ち
  - ヤマトよ永遠に
  - 宇宙戦艦ヤマト 完結編
- 正義のシンボル コンドールマン
- 超電磁ロボ コン・バトラーV（原作：八手三郎、テレビランド 1976年）
- オーディーン 光子帆船スターライト
- ジキル博士とハイド氏
- 白鯨
- 一握の砂
- 三船久蔵
- 未来騎士シリーズ
  - 人類と正義を護るべく、天才科学者たちが創造した未来騎士と呼ばれる人間そっくりのアンドロイドたちの物語。だが、誕生した未来騎士たちは己の存在について疑問を抱いて行く。
  - 連続したシリーズではなく、読み切り短編が中心のオムニバス。単行本は『未来騎士シリーズ』として東京三世社から1982年にA5判ハードカバーが出版された。
  - 1980年段階でソ連の崩壊と中央アジア諸国が独立している未来を予測していた。
- サイレン戦記
  - 水惑星サイレンへ地球からの巨大移民船「アンティリア」が飛来し、海底都市国家「アモーロート」を皮切りにサイレン全土への侵略を開始する。サイレンの水棲人類はアンティリアに立ち向かう。
  - 舞台が海洋惑星なので、空戦以外の戦いは主に潜水艦戦である。第一部「アモーロート編」（月刊コミックペケ連載）、第二部「ストーム帝国編」（月刊ＯＵＴ連載）があるが、未完に終わっている。
- サイレン戦士
  - 水惑星サイレンが登場するが『サイレン戦記』とは無関係。こちらでは、サイレン人たちが要塞宇宙船で地球（20世紀末）へ飛来して侵略を開始する（週刊少年キング連載）。
  - サイレン人の設定が『サイレン戦記』のサッキュバス皇子同様の雌雄同体の卵生水棲生物となり、主要兵器は海中戦闘用のロボット型有人機動兵器となった。

## メカデザイン担当作品
- 宇宙からのメッセージ
- 光速電神アルベガス
- ここは惑星0番地
- ビデオ戦士レザリオン
  - 主にG1、G2、G5など地球連邦側のメカを担当。
- 地球へ…
  - 当初はメカデザインだけではなく竹宮との合作になる予定だった[4]。

## 師匠
- 石ノ森章太郎

## アシスタント
- しげの秀一
- 阿乱レイ